# Babad (Kebonagung)
Babad is een bestuurslaag in het regentschap Demak van de provincie Midden-Java, Indonesië. Babad telt 2335 inwoners (volkstelling 2010).